# Al-Haqqah
Al-Haqqah (La Verità Inevitabile) è la sessantanovesima Sura del Corano, sura meccana composta da 52 versetti. Questa sura enfatizza la verità del Giorno del Giudizio, la punizione riservata ai miscredenti e la ricompensa per i giusti.

## Contenuto

### L'Annuncio della Verità Inevitabile
Versetti 1-7: La sura inizia con l'annuncio della verità inevitabile del Giorno del Giudizio, quando la terra sarà scossa violentemente e le montagne saranno spazzate via. Viene ammonito che il Giorno del Giudizio sarà terribile e non c'è modo di evitarlo.

### La Punizione per i Miscredenti
Versetti 8-16: Si descrive la punizione riservata ai miscredenti, che saranno divisi in gruppi e condotti nell'Inferno, dove bruceranno con fuoco fiammeggiante e saranno costretti a bere da sorgenti di acqua bollente.

### La Ricompensa per i Giusti
Versetti 17-37: Viene descritta la ricompensa per i giusti, che godranno di pace e benedizione nei giardini del Paradiso, circondati da fonti di acqua e frutta deliziosa. Verranno onorati e serviti da giovani con età costante.

### L'Esame dei Credenti
Versetti 38-42: Viene esaminato il comportamento dei credenti, che saranno lodati per la loro pazienza e il loro impegno nel seguire la via della rettitudine.

### L'Esaltazione della Parola di Allah
Versetti 43-52: La sura si conclude con l'esaltazione della parola di Allah come verità assoluta e l'avvertimento agli increduli delle conseguenze della loro incredulità.

## Analisi
La Sura Al-Haqqah è importante perché riafferma la realtà del Giorno del Giudizio e la necessità per gli esseri umani di prepararsi per esso vivendo una vita di rettitudine e obbedienza a Allah. Descrive vividamente le ricompense per i giusti e le punizioni per i miscredenti, offrendo un monito chiaro e potente sull'importanza di seguire la via della rettitudine e della devozione a Allah. Inoltre, esalta la parola di Allah come fonte di verità assoluta e autorità divina, invitando gli increduli a riflettere sulle conseguenze della loro incredulità.